# Психоистория
Психоисторията е изследване на психологическите мотивации за исторически събития. Тя комбинира инсайтите (прозренията) на психотерапията и изследователската методология на социалните науки за разбиране на емоционалния произход на социално и политическо поведение на групи и нации, минали или сегашни. Нейният обект включва детството и семейството (особено насилие над деца) и психологическите изследвания на антропологията и етнологията.
Създателят на това течение е Лойд де Мойс. Неговото течение е свързано и с историческата биография и по-конкретно с психобиографиите.